# Teatre Reial Carré
El Teatre Reial Carré (neerlandès: Koninklijk Teatre Carré) és un teatre d'estil nou Renaixentista d'Amsterdam, ubicat a prop del riu Amstel. Quan el teatre va ser fundat el 1887, estava destinat originalment com un edifici de circ permanent. Actualment, és utilitzat principalment per musicals, cabaret, actuacions i concerts.

## Història
El Director de circ alemany Oscar Carré, buscant una ubicació per actuacions de circ a l'hivern, va obrir el Circ Carré el 3 de desembre de 1887. En el començament, fou només un edifici de fusta amb una façana de pedra. En els primers anys, fou només utilitzat a l'hivern, però a partir de 1893, el productor de teatre holandès Frits van Haarlem va portar als mesos d'estiu els espectacles vodevil. Els espectacles esdevenien molt exitosos, per això es va canviar l'edifici del circ per un teatre amb totes les formes de diversió popular. El 1920, va canviar el seu nom a Teatre Carré.
En el segle XX l'edifici era principalment utilitzat per espectacles de vaudeville i revista, i ocasionalment per operetes i òperes italianes. Artistes neerlandesos com Lou Bandy i Louis Davids i altres com la cantant Joséphine Baker o el pallasso Grock van actuar aquí.
Després de la Segona Guerra Mundial, espectacles de revista i circs d'hivern van quedar populars. El 1956, Carré va introduir el teatre musical als Països Baixos amb Porgy and Bess. L'espectacle d'home sol va seguir el 1963, quan Toon Hermans va donar el seu primer espectacle de cabaret com a solista. Al final del 1960s, el teatre estava en perill de ser enderrocat. però per les protestes d'artistes, el municipi d'Amsterdam va rebutjar finalment el permís per l'enderroc. El 1977 el municipi va comprar l'edifici. Dins 1987, al centenari, li va ser concedit el Koninklijk (Reial) i el nom va ser canviat a Teatre Reial Carré. El 2004, el teatre fou completament renovat, mantenint la historica façana i el disseny 'interior.

## Galeria

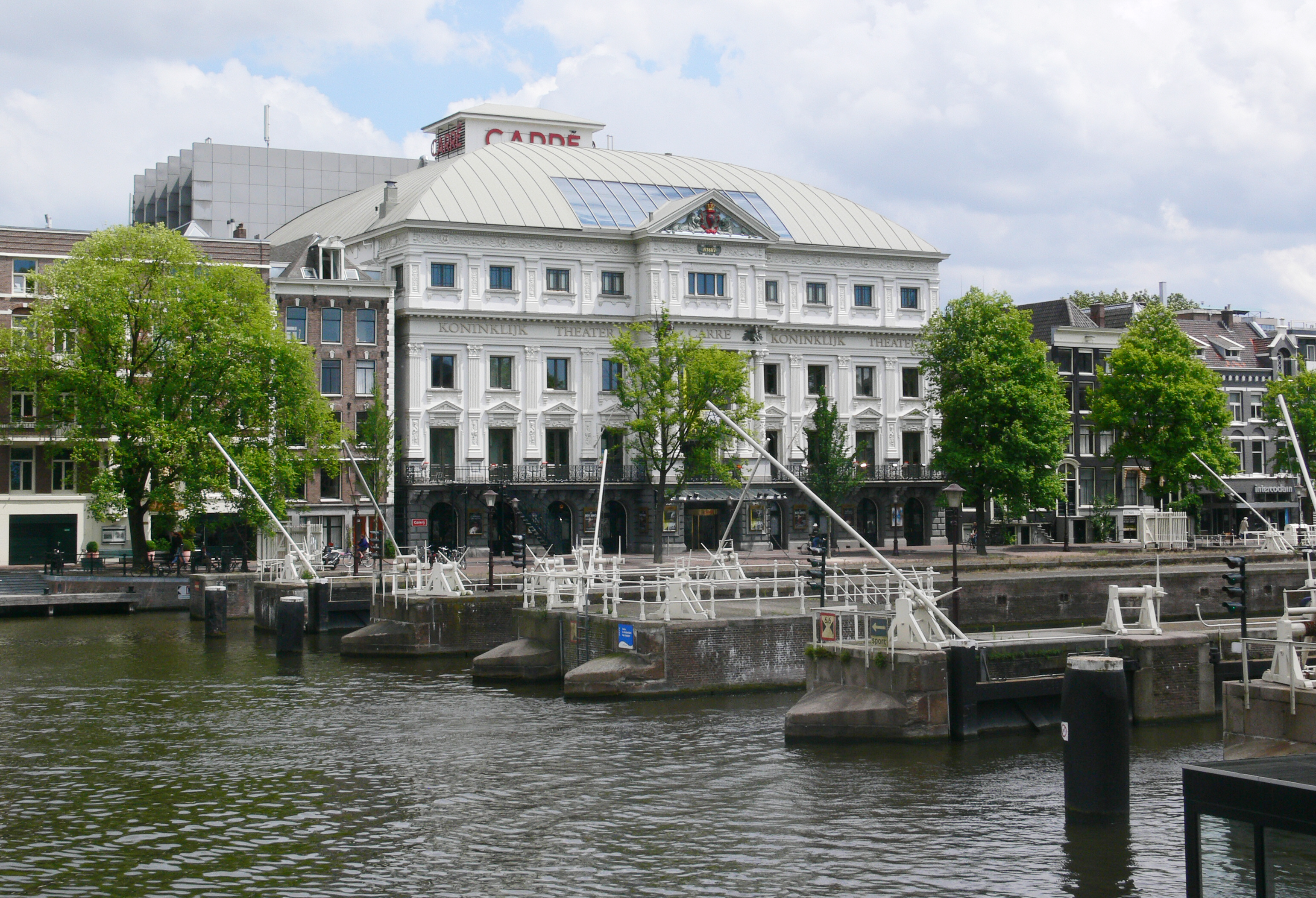
Vista des del riu Amstel
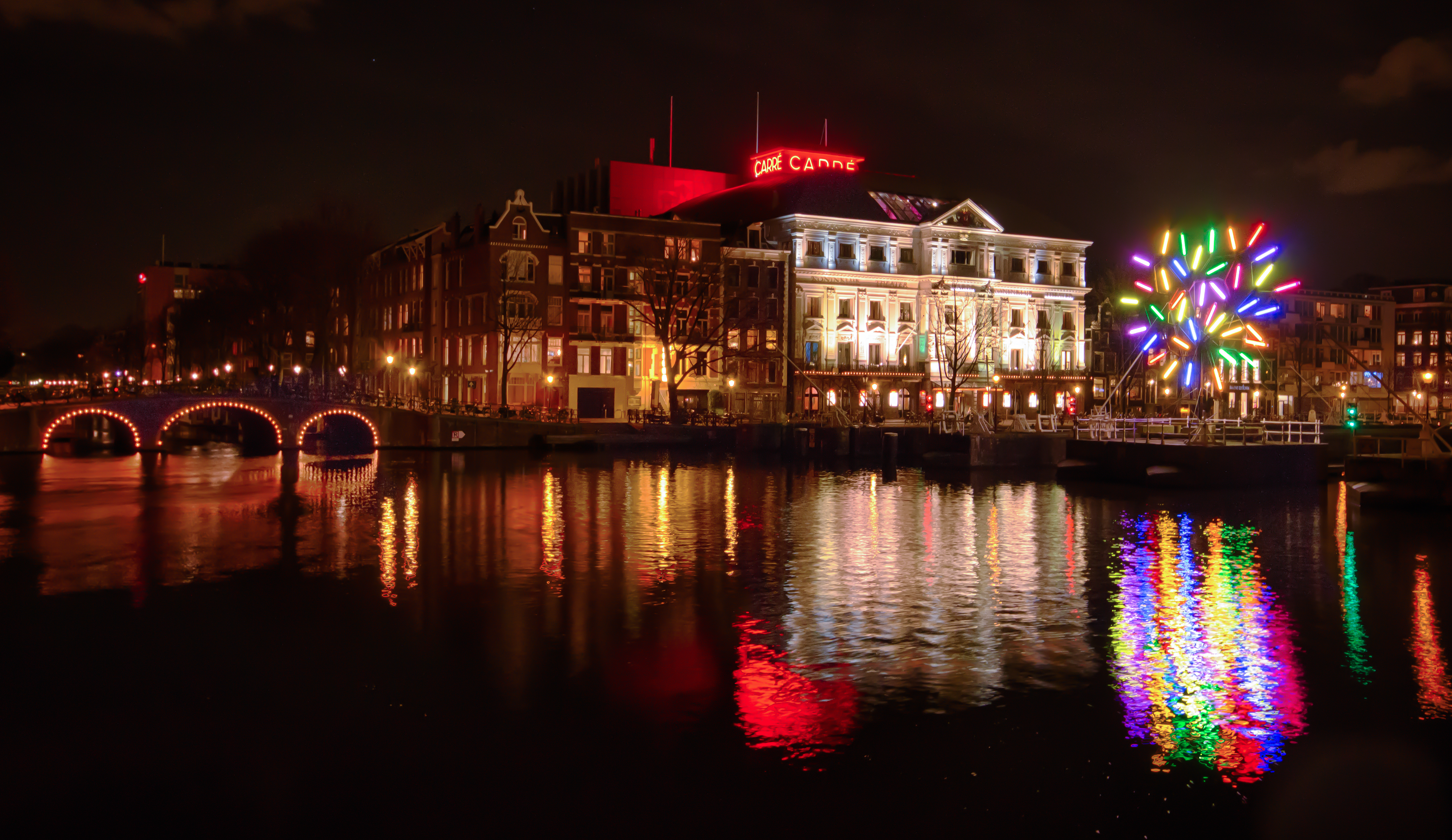
Carré al Light Festival 2013
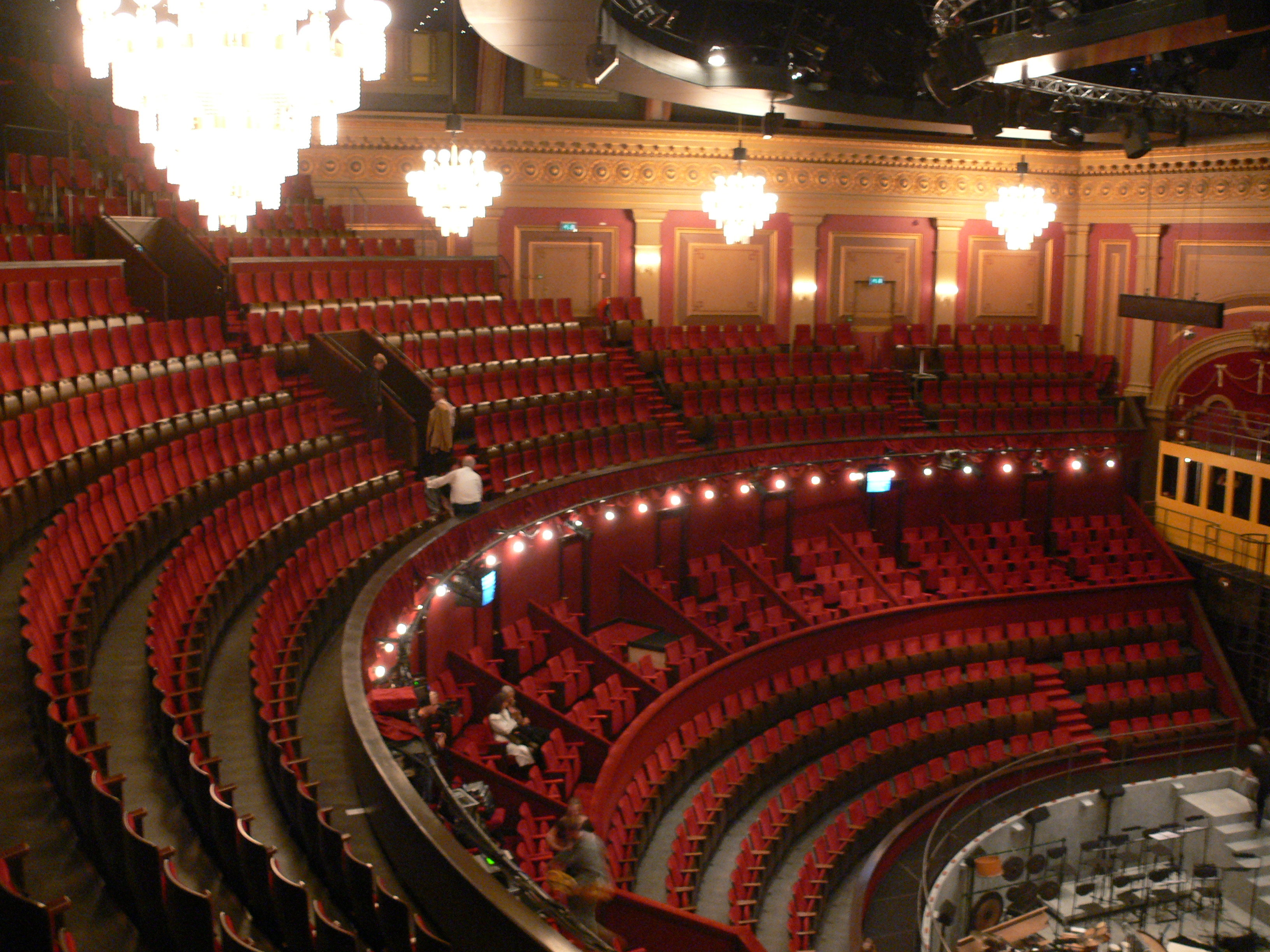
Interior del teatre